# Raïon d'Obloutchie
Le raïon d'Obloutchie ou raïon Obloutchenski (en russe : Облученский район, Obloutchenski raïon) est l'un des cinq raïons de l'oblast autonome juif, en Russie. Son centre administratif est la ville d'Obloutchie.

## Géographie
Le raïon couvre 13 300 km2 au nord de l'oblast.

## Population
Il compte 26 689 habitants en 2014.